# Гранерос

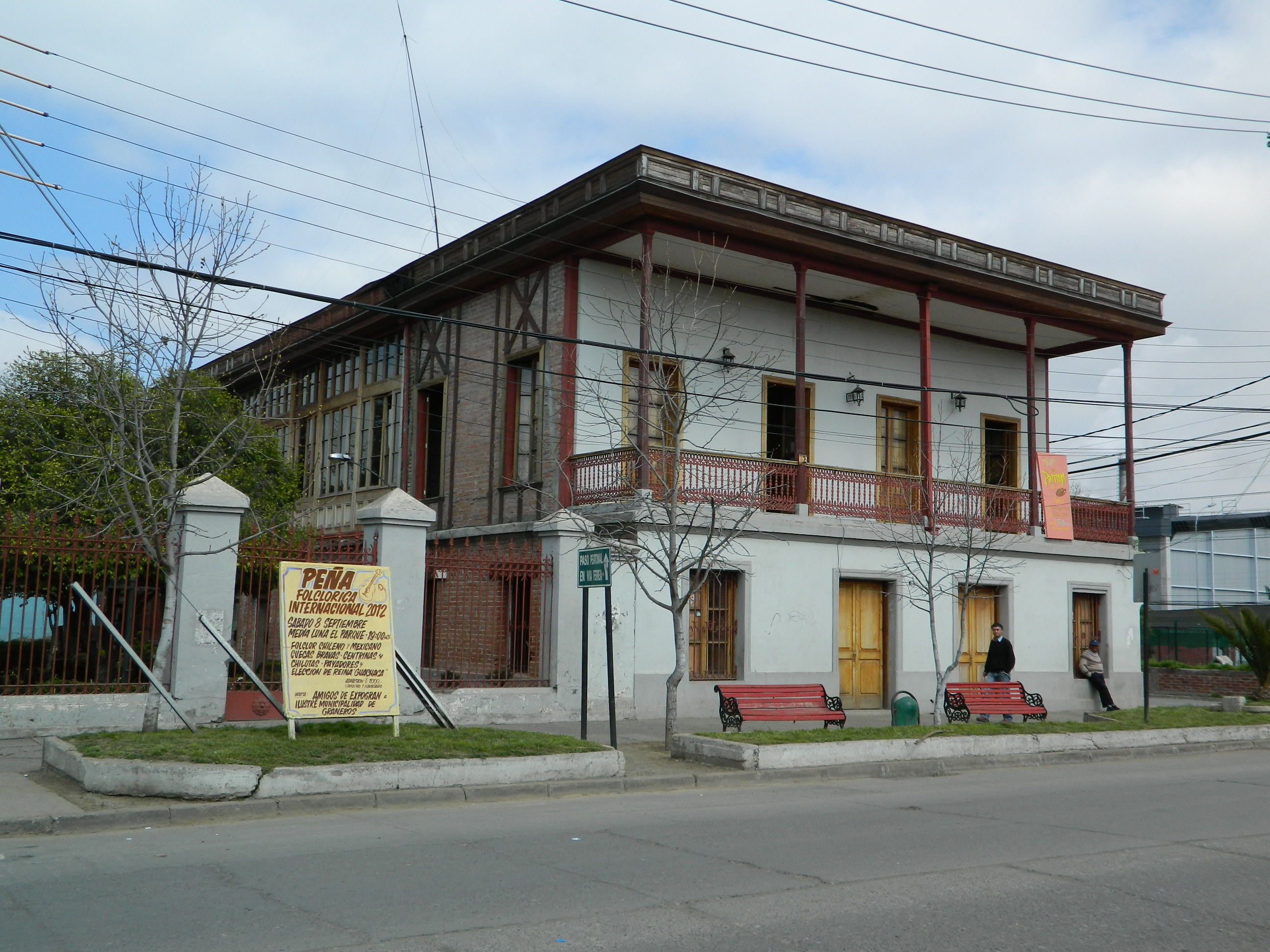

Гранерос (ісп. Graneros) — місто в Чилі. Адміністративний центр однойменної комуни. Населення — 21615 осіб (2002). Місто і комуна входить до складу провінції Качапоаль та регіону Лібертадор-Хенераль-Бернардо-О'Хіггінс.
Територія — 113 км². Чисельність населення — 33 437 мешканців (2017). Щільність населення — 295,9 чол./км².

## Розташування
Місто розташоване за 12 км на північ від адміністративного центру області міста Ранкагуа.
Комуна межує:
- на півночі — з комуною Мостасаль
- на сході — з комуною Кодегуа
- на півдні — з комуною Ранкагуа
- на заході — з комуною Ранкагуа